# Edward O. Wolcott
Edward O. Wolcott (Longmeadow, 1848. március 26. – Monte-Carlo, 1905. március 1.) az Amerikai Egyesült Államok szenátora (Colorado, 1889–1901).